# Дарвин, Джордж Говард
Сэр Джордж Говард Дарвин (англ. Sir George Howard Darwin; 9 июля 1845, Даун, Кент — 7 декабря 1912, Кембридж) — английский астроном и математик. Второй сын знаменитого естествоиспытателя Чарльза Дарвина. Член Лондонского королевского общества (1879), а также ряда зарубежных научных обществ, в том числе иностранный член-корреспондент Петербургской академии наук (1907). Научные работы посвящены в основном небесной механике, теории приливов, космогонии, теории устойчивости вращающихся жидких тел.

## Биография

### Происхождение и образование

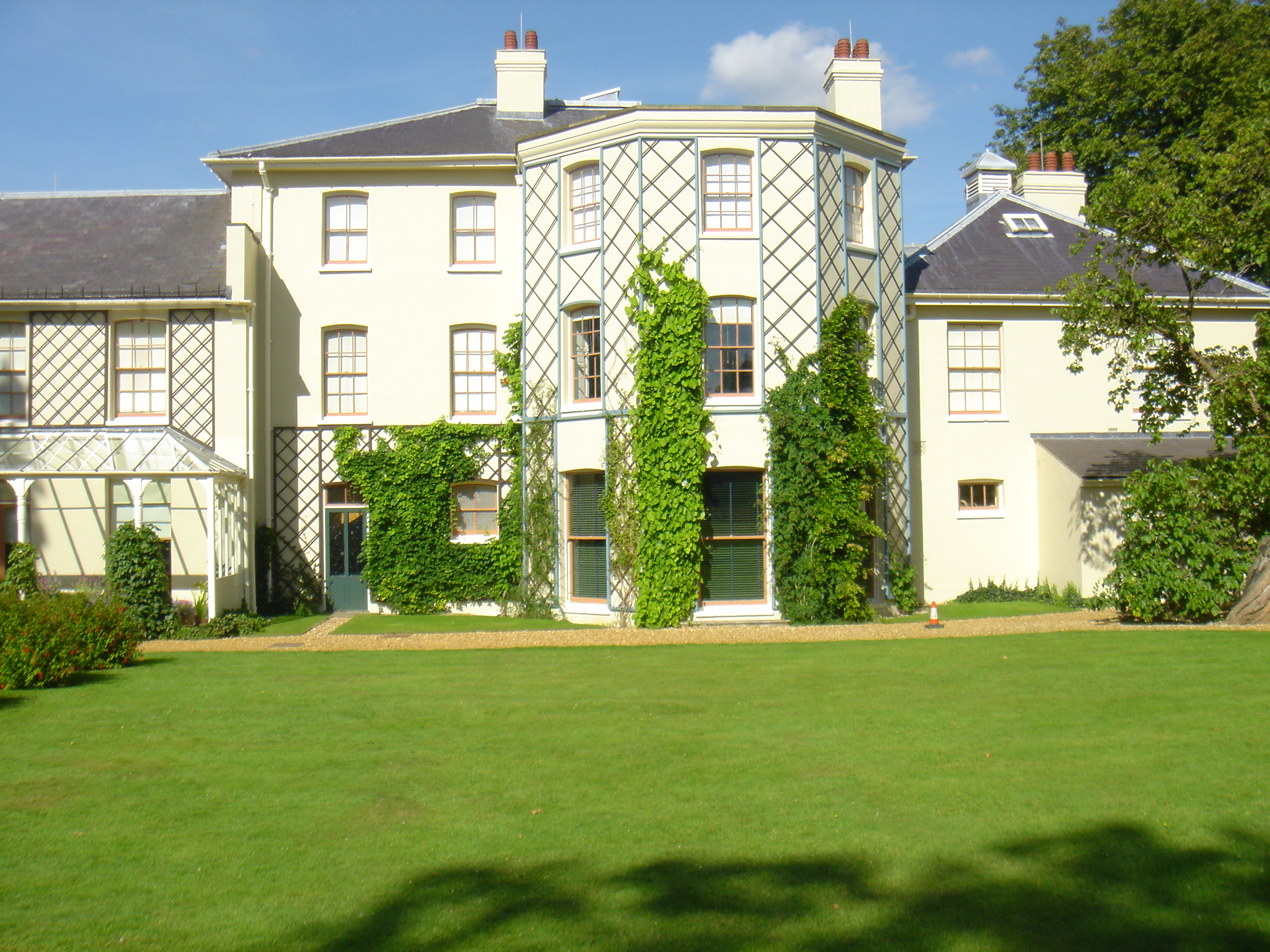
Дом в деревне Даун (Даун Хаус), где родился Джордж Говард Дарвин

Джордж Говард Дарвин родился в деревне Даун (англ. Downe) в графстве Кент. Он был вторым сыном и пятым ребёнком в семье знаменитого естествоиспытателя Чарльза Роберта Дарвина и Эммы Веджвуд, внучки основателя известной фирмы по производству гончарных изделий. Первые годы жизни Джорджа прошли в тихом Дауне, где семья Дарвинов вела уединённую жизнь. Первоначальное образование он получил дома под руководством гувернантки. В августе 1856 года он пошёл в грамматическую школу в Клэпхеме (Clapham Grammar School). Здесь было хорошо поставлено обучение математике и естественным наукам, за которое отвечал преподобный Чарльз Притчард, впоследствии профессор астрономии Оксфордского университета. Притчард считается одним из пионеров научного образования. Он, вероятно, сильно повлиял на будущие занятия и интересы Джорджа.
В 1863 году Джордж Дарвин безуспешно пытался получить стипендию колледжа Святого Джона (St. John’s College) в Кембридже, а в следующем году поступил в Тринити-колледж, где изучал математику. Только в 1866 году он получил стипендию из фонда колледжа. В связи с этим современники отмечали, что математические способности и исследовательский талант Джорджа развивались медленно и проявили себя довольно поздно. Лорд Мултон (англ. John Fletcher Moulton), учившийся вместе с Дарвином в университете, вспоминал:

Мы все признавали, что он определённо находился высоко среди сдававших экзамены (Tripos), однако он не проявлял ничего из той колоссальной энергии и готовности взять на себя бесконечные беспокойства, которые характеризовали его впоследствии. Наоборот, он относился к своей работе весьма небрежно.
Оригинальный текст (англ.)We all recognised him as one who was certain of being high in the Tripos, but he did not display any of that colossal power of work and taking infinite trouble that characterised him afterwards. On the contrary, he treated his work rather jauntily.

В январе 1868 года Дарвин с отличием сдал заключительный экзамен по математике, став вторым в списке сдававших (Second Wrangler), и получил степень бакалавра искусств. Осенью он был избран членом Тринити-колледжа. В Кембридже Дарвин близко сошёлся с братьями Артуром, Джеральдом и Фрэнком Бальфурами, а также с лордом Рэлеем, с которым поддерживал дружбу на протяжении всей жизни.

### Проблемы со здоровьем. Возвращение в науку
После окончания обучения в университете Дарвин решил прервать свою научную карьеру и занялся изучением юриспруденции. В 1874 году он был принят в коллегию адвокатов (The Bar), однако решил вернуться к своим научным занятиям. Важной причиной для этого стало пошатнувшееся здоровье: с лета 1869 года самочувствие Дарвина начало ухудшаться, он испытывал проблемы с пищеварением, слабость и общий дискомфорт. Поездки на отдых (в 1872 году он побывал в Мальверне и Хомбурге, а в начале 1873 — в Каннах) не принесли ему облегчения. Лишь после обращения к известному врачу сэру Эндрю Кларку удалось добиться некоторого улучшения, однако проблемы со здоровьем Дарвин испытывал всю оставшуюся жизнь. Второй причиной возвращения в Кембридж был всё возраставший интерес к науке. В декабре 1870 — январе 1871 года он даже принял участие в сицилийской экспедиции по наблюдению солнечного затмения.
В октябре 1873 года Дарвин вернулся в Тринити-колледж. В это время он написал несколько полупопулярных работ на различные темы математики и статистики, но наибольшее внимание общества привлекла его статья об ограничениях на свободу брака, рассмотренных с точки зрения евгеники. Статья была подвергнута суровой критике со стороны биолога Джорджа Миварта (англ. George Mivart), однако на её защиту стали Томас Гексли и Чарльз Дарвин, которые разорвали всякие связи и отношения со своим противником. Вскоре Джордж Дарвин заинтересовался проблемой геологического строения Земли и влияния на него приливов и отливов с прицелом на математическое описание вопросов космогонии. Работа в этой области сблизила его с Уильямом Томсоном (лордом Кельвином), которого он считал своим учителем и другом. После возвращения на работу в Кембриджский университет Дарвин по-прежнему много путешествовал, пытаясь восстановить здоровье: так, он посетил Голландию, Бельгию, Швейцарию и Мальту (1874), Италию (1876), Алжир (1878), Мадейру (1881) и т. д.

### В Кембридже
Успешная научная работа стала поводом для выдвижения Дарвина в ноябре 1877 года в члены Лондонского королевского общества. Он был избран в июне 1879 года. В это время он не занимал никакой официальной позиции в университете, годом ранее истёк срок его членства в Тринити-колледже. В январе 1883 года он был избран профессором астрономии и экспериментальной философии (Plumian Professor of Astronomy and Experimental Philosophy), а в июне того же года вновь стал членом Тринити-колледжа. Он читал лекции по прикладной математике, принимал участие в работе различных университетских советов и объединений, в том числе Финансового совета (Financial Board) и Совета сената (Council of the Senate).

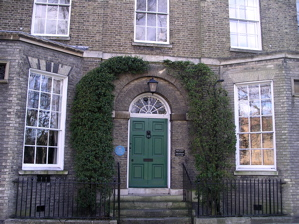
Дом Newnham Grange, ныне одно из зданий колледжа Дарвина

Весной 1883 года Дарвин познакомился с Мод дю Пюи (Maud Du Puy), дочерью филадельфийского инженера-изобретателя, выходца из гугенотской семьи, перебравшейся из Франции в Америку в начале XVIII века. Она приехала в Кембридж погостить у своей тёти. В июле следующего года в городе Эри (Пенсильвания) состоялась свадьба. В марте 1885 года Дарвин приобрёл дом Newnham Grange, расположенный на берегу реки Кам. В нём он прожил со своей семьёй до конца жизни (сейчас здесь располагается один из университетских колледжей — колледж Дарвина). У Джорджа и Мод было пятеро детей, четверо из них дожили до взрослого возраста. Один из сыновей, Чарльз Галтон Дарвин, также стал учёным, членом Лондонского королевского общества. Старшая дочь, Гвен Раверат (англ. Gwen Raverat), была известной художницей-ксилографом.
Среди спортивных предпочтений Дарвина был прежде всего королевский теннис, которым он увлекался ещё со студенческих пор. Он забросил свои занятия этим видом спорта в 1895 году, когда в результате удара мячом чуть не потерял левый глаз. В последние годы жизни он серьёзно увлёкся стрельбой из лука, к которой относился с методичностью настоящего учёного, начиная с выбора стиля стрельбы, положения головы и рук и заканчивая анализом результатов, приведшим его к критике традиционного способа подсчёта очков.

### Административная деятельность. Последние годы

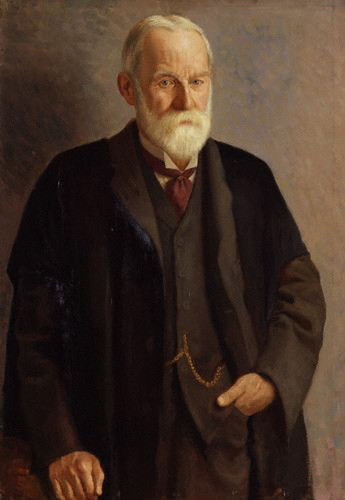
Джордж Говард Дарвин
Портрет кисти М. Гертлера (1912)

На протяжении многих лет Дарвин принимал участие в работе различных научных комитетов. В феврале 1885 года по представлению Королевского общества он сменил Уоррена Де ла Рю (англ. Warren De la Rue) на посту одного из членов правления метеорологической службы. Основной задачей, которая стояла перед руководством метеослужбы (в него входили, помимо Дарвина, такие видные учёные как Джордж Стокс и Фрэнсис Гальтон), было формирование физических основ и разработка математических методов прогнозирования погоды, которое носило в то время почти исключительно эмпирический характер. Дарвин активно включился в эту работу, тем более что одним из основных подходов было применение к результатам наблюдений на метеостанциях гармонического анализа, в котором он был признанным специалистом. Вплоть до своей смерти он оставался одним из основных экспертов по физическим и математическим вопросам в метеослужбе, хотя и не внёс никакого формального вклада в метеорологическую литературу.
В мае 1904 года Дарвин был избран президентом Британской научной ассоциации и возглавлял её во время южноафриканского съезда в следующем году: в августе он прибыл в Кейптаун, посетил Дурбан, Питермарицбург, Йоханнесбург, Блумфонтейн и другие города, поучаствовал в открытии моста через водопад Виктория на реке Замбези и, наконец, в октябре вернулся в Англию через Суэц. Осенью того же года он был удостоен рыцарского звания и награждён орденом Бани.
Дарвин являлся членом Королевского астрономического общества с 1879 года и его президентом в 1899—1900 годах. Дважды он занимал пост президента Кембриджского философского общества (в 1890—1892 и 1911—1912 годах). Дарвин являлся консультантом Британской топографической службы, проводившей важные триангуляционные, гравитационные и геодезические измерения в Индии и Африке. В 1898 году он был назначен британским представителем в Международной геодезической ассоциации, принимал участие в её съездах (в 1907 году был избран её вице-президентом), выступал за активное международное сотрудничество в проведении широкомасштабных исследований, в частности позволившее соединить через Памир русские и индийские триангуляции. В августе 1912 года Дарвин был избран президентом пятого Международного конгресса математиков, проходившего в Кембридже. В это время его здоровье уже начало стремительно ухудшаться. Проведённая через некоторое время диагностическая операция показала, что он страдал от злокачественной опухоли. Он умер 7 декабря 1912 года и был похоронен в Трампингтоне, Кембридж.

### Личные качества
Современники неоднократно отмечали простоту Дарвина в общении, романтический и даже отчасти детский взгляд на мир, готовность без раздумий прийти на помощь. Гвен Раверат, его дочь, вспоминала:

Всё в мире было интересным и удивительным для него, а он мог заставить других людей почувствовать это. У него была страсть отправляться куда угодно и смотреть что угодно, изучать каждый язык, узнавать технические детали любой профессии, и всё это явно не с точки зрения учёного или коллекционера, а с глубоким чувством романтики и интереса ко всему вокруг… Все виды войн и битв интересовали его, и, я думаю, он любил стрельбу из лука скорее потому, что она была проникнута романтикой, чем потому, что это была игра.
Оригинальный текст (англ.)Everything in the world was interesting and wonderful to him and he had the power of making other people feel it. He had a passion of going everywhere and seeing everything; learning every language, knowing the technicalities of every trade; and all this emphatically not from the scientific or collector’s point of view, but from a deep sense of the romance and interest of everything… All kinds of wars and battles interested him, and I think he liked archery more because it was romantic than because it was a game.

Простота и даже наивность Дарвина были следующим образом охарактеризованы его племянником Бернардом:

Он был готов принять приятность и вежливость других людей в их видимом значении и не обесценивать их. Если они, казалось, рады видеть его, он верил, что они рады. Если ему нравился кто-либо, он верил, что и он ему нравится, и не беспокоил себя сомнениями, действительно ли он нравится людям.
Оригинальный текст (англ.)He was ready to take other people’s pleasantness and politeness at its apparent value and not to discount it. If they seemed glad to see him, he believed that they were glad. If he liked somebody, he believed that the somebody liked him, and did not worry himself by wondering whether they really did like him.

Дарвину были свойственны огромное трудолюбие и терпеливость, ответственное отношение к работе, скромность в оценке собственного вклада в науку и глубокое понимание того, что должно быть сделано именно в данный момент. Лорд Мултон писал:

…он говорил мне неоднократно в последние годы, что он питал отвращение к арифметическим вычислениям, и что эти расчёты были скучны и мучительны для него, как и для любого другого человека, но что он понимал, что они должны быть проведены, и что невозможно заставить кого-то ещё делать их.
Оригинальный текст (англ.)…he told me more than once in later life that he detested Arithmetic and that these calculations were as tedious and painful to him as they would have been to any other man, but that he realised that they must be done and that it was impossible to train anyone else to do them.

## Научная деятельность

### Общие замечания
В основе научной работы Дарвина, несмотря на разнообразие её направлений и результатов, лежал глубокий интерес учёного к вопросам космогонии, прошлому Земли и Солнечной системы. При этом задачи, которые он решал, не представляли для него чисто математического интереса, а носили ярко выраженный прикладной характер. Своей целью он видел не разработку математического метода решения той или иной проблемы, а достижение конкретного результата, который мог бы приблизить его к пониманию природных или астрономических процессов. По этой причине он не ограничивал себя поиском аналитического решения поставленной задачи и при необходимости брался за проведение трудоёмких и длительных вычислений, если это обещало принести важные научные плоды. В своей работе Дарвин всегда отдавал предпочтение количественным результатам перед качественными оценками. Несмотря на то, что не все его исходные гипотезы и предположения были достаточно убедительно обоснованны, стремление к получению количественного результата в каждом случае оказало огромное влияние на научную методологию того времени. Как писал Эрнест Уильям Браун, ученик Дарвина,

Демонстрация необходимости количественного и всестороннего анализа проблем космогонии и небесной механики была, пожалуй, одним из его основных вкладов в науку… Хотя выдвижение предположений и формирование новых гипотез должны продолжаться, однако малый вес ныне имеют те из них, которые обоснованы только лишь общими рассуждениями… В этом отношении, даже если нет никаких иных причин, работа Дарвина отмечает целую эпоху.
Оригинальный текст (англ.)The exhibition of the necessity for quantitative and thorough analysis of the problems of cosmogony and celestial mechanics has been perhaps one of his chief contributions… While speculations and the framing of new hypotheses must continue, but little weight is now attached to those which are defended by general reasoning alone… If for no other reason, Darwin’s work marks an epoch in this respect.

В некрологе, посвящённом Дарвину, лондонская «Таймс» так охарактеризовала его исследовательскую манеру:

Он не проявил особых способностей в изобретении новой аппаратуры или выборе элегантных методов; его проблемы были решены «лобовой атакой», преодолением их сопротивления с полной решимостью.
Оригинальный текст (англ.)He showed no great skill in invention of new machinery, or selection of elegant methods; his problems were solved by “frontal attack”, by wearing down their resistance with sheer determination.

### Ранние работы
Первые научные работы Дарвина, появившиеся в 1875 году, ещё не были объединены общей идеей или целью. В них он рассмотрел некоторые особенности описания эквипотенциальных линий, дал графический метод вычисления второго эллиптического интеграла и построения картографической проекции на грань многогранника.
В следующем году он написал первую по-настоящему важную работу, в которой обратился к проблеме влияния геологических изменений на положение земной оси. Математически рассмотрев эту задачу при различных предположениях и начальных условиях, он показал, что геологические процессы не могут быть существенным фактором изменения положения полюсов. Эта работа привлекла большое внимание и позволила значительно сократить число гипотез о геологическом прошлом Земли, бытовавших в то время. Лорд Кельвин выступил с докладом о результатах Дарвина перед Лондонским королевским обществом. Эта работа подтолкнула его к занятиям вопросами космогонии, которая стала главной темой его последующей научной деятельности.

### Приливное трение и космогония
Поскольку геологические изменения не могут привести к смещению положения земной оси, Дарвин предположил, что её наклон есть результат действия приливов на подвижные части Земли. Для создания математических основ этого процесса в 1879 году он рассмотрел приливные деформации вязких и полуупругих сферических тел, поведение материала которых зависит от характера прилагаемой к нему силы. Он показал, что вязкость приводит к значительному уменьшению амплитуды приливов и их задержке по фазе. Сравнивая с данными о приливах земных океанов, Дарвин пришёл к выводу о большой эффективной жёсткости Земли как целого.
В следующей статье, вышедшей в том же году, Дарвин изучил вращение вязкого сфероида (Земля) в условиях приливного влияния как одиночного (Луна), так и пары соседних тел (Луна и Солнце). Оказалось, что устойчивое положение оси вращения такого сфероида зависит от вязкости, например, при малых значениях вязкости (что могло бы соответствовать древнему расплавленному состоянию Земли) нулевой наклон оси оказывается неустойчивым, тогда как устойчиво положение с некоторым достаточно большим наклоном. Рассмотрев далее влияние приливов в системе Земля — Луна, Дарвин показал, что они приводят к постепенному увеличению расстояния между этими телами и возрастанию периода обращения Луны вокруг Земли и Земли вокруг своей оси. Проследив эти изменения на много миллионов лет в прошлое, он рассчитал, что Луна должна была располагаться намного ближе к Земле, чем сейчас. Это привело его к предположению, восходящему к небулярной гипотезе Лапласа, что Земля и Луна некогда образовывали единое вращающееся тело, которое находилось в неустойчивом состоянии равновесия, что привело в конечном итоге к его распаду. Причиной неустойчивости, согласно Дарвину, могла быть синхронизация солнечного прилива с периодом собственных колебаний этого единого тела.
На первом этапе изучения ранней истории системы Земля — Луна (1879—1882) Дарвин обратился к поведению уже распавшейся системы от момента, когда тела почти соприкасались, до того времени, когда их движение стало подобно современному движению Земли и Луны. При этом удалось получить, исходя из некоторых начальных условий, современные значения продолжительности дня и месяца, наклона земной оси, наклона и эксцентриситета лунной орбиты. Попытки использовать данный подход к описанию других систем спутников и Солнечной системы в целом показали, что приливы не играют, как правило, столь существенной роли, как в системе Земля — Луна. На втором этапе Дарвин рассмотрел форму почти соприкасающихся тел, возмущаемую приливными силами, и, пойдя ещё дальше, рассчитал форму единого тела. Это привело его к задаче о фигурах равновесия жидких тел (сфероид Маклорена, эллипсоид Якоби, объект грушевидной формы), эволюция которых была изучена незадолго до этого Анри Пуанкаре. В начале XX века Дарвин развил метод эллипсоидального гармонического анализа и применил его к проблеме устойчивости жидких грушевидных фигур.
В одной из своих работ Дарвин обратился к другой популярной в то время гипотезе происхождения Солнечной системы — гипотезе планетезималей. Он указал, что гипотеза о росте планет в результате агрегации малых масс («метеоритов») при столкновениях является более вероятной, чем представление о возникновении целых планет из газовой туманности, однако эта метеоритная гипотеза не может объяснить распределение планет и спутников по орбитам. Далее он показал, что при определённых условиях один и тот же результат может быть достигнут, если начальным пунктом развития является как туманность, так и совокупность метеоритов, слипающихся при столкновениях.

### Практическое изучение приливов
Ещё в начале своей научной карьеры Дарвин был привлечён к работе специального комитета Британской ассоциации, занимавшегося анализом наблюдений приливов с целью их предсказания. В качестве основного инструмента он использовал гармонический анализ и сумел разработать методику предсказания величины и времени приливов для различных вариантов полноты данных — регулярных наблюдений, коротких серий нерегулярных наблюдений, наблюдений только максимумов и минимумов уровня воды и т. д. Для ускорения многочисленных однообразных арифметических вычислений он предлагал использовать различные счётные устройства. В 1891 году он прочитал традиционную Бэйкерианскую лекцию, которую посвятил проблеме предсказания приливов и в которой дал метод составления специальной таблицы для вычисления времени их наступления. Дарвин также занимался анализом наблюдений приливов в Антарктике, проведённых экспедицией Роберта Скотта на корабле «Дискавери». Большую общенаучную важность имело исследование так называемых двухнедельных приливов, которое позволило учесть распределение воды и суши и рассчитать жёсткость Земли как целого, которая оказалась сравнимой с жёсткостью стали.
Дарвин является автором нескольких популярных сочинений о приливах, в частности он написал соответствующую статью в энциклопедии «Британника». Широкую известность приобрела книга, изданная по итогам курса лекций, прочитанных в Институте Лоуэлла в Бостоне в 1897 году.

### Небесная механика
В области небесной механики интересы Дарвина были сосредоточены в основном на проблеме трёх тел. К концу XIX века эта проблема была подвергнута глубокому анализу в работах Джорджа Уильяма Хилла и Анри Пуанкаре, что позволило с высокой точностью рассчитать движение Луны. Дарвин был не вполне удовлетворён приближениями, использованными Хиллом и Пуанкаре (бесконечно большая масса Солнца и нулевая масса Луны по сравнению с массой Земли), и в исследовании, предпринятом после 1893 года, рассмотрел случай спутника с конечной массой. Проведя тщательные численные расчёты, Дарвин обнаружил новые семейства периодических орбит в такой тройной системе и проанализировал их на предмет устойчивости.

## Награды
- Медаль Телфорда Института гражданских инженеров (1883)
- Королевская медаль (1884)
- Бейкеровская лекция (1891)
- Золотая медаль Королевского астрономического общества (1892)
- Рыцарь-командор ордена Бани (1905)
- Медаль Копли (1911)
- Медаль Королевского географического общества (1912)
- Почётные докторские степени Оксфордского, Дублинского, Пенсильванского, Московского, Гёттингенского университетов, университетов Глазго, Падуи, Христиании и Мыса Доброй Надежды
- Почётный член научных обществ: Нидерландской академии наук, Бельгийского королевского общества, Ирландской королевской академии, Эдинбургского королевского общества, академии «Леопольдина», Академии деи Линчеи, Шведской королевской академии наук, Национальной академии наук США и т. д.
- Член-корреспондент Прусской, Венгерской, Парижской, Петербургской академий наук и некоторых других обществ.

## Основные труды
- G. H. Darwin. Tides // Encyclopædia Britannica, Ninth Edition. — 1875—89.
- G. H. Darwin. Problems connected with the tides of a viscous spheroid. — London: Harrison and Sons, 1879—1882.
- G. H. Darwin. The tides and kindred phenomena in the solar system. — Boston: Houghton, 1899. Издание на русском языке: Дж. Г. Дарвин. Приливы и родственные им явления в Солнечной системе. — 2-е изд. — М.: Наука, 1965.
- G. H. Darwin. Scientific papers: Oceanic tides and lunar disturbances of gravity. — Cambridge: University Press, 1907. — Т. 1.
- G. H. Darwin. Scientific papers: Tidal friction and cosmogony. — Cambridge: University Press, 1908. — Т. 2.
- G. H. Darwin. Scientific papers: Figures of equilibrium of rotating liquid and geophysical investigations. — Cambridge: University Press, 1908. — Т. 3.
- G. H. Darwin. Scientific papers: Periodic orbits and miscellaneous papers. — Cambridge: University Press, 1911. — Т. 4.
- G. H. Darwin. Scientific papers: Supplementary volume, containing biographical memoirs by Sir Francis Darwin and Professor E. W. Brown, lectures on Hill’s lunar theory, etc… — Cambridge: University Press, 1916. — Т. 5.